# Intermunicipal Rio Sul de Vôlei
Intermunicipal Rio Sul de Vôlei é uma competição de voleibol promovida pela TV Rio Sul (afiliada da Rede Globo no Sul e na Costa Verde do Rio de Janeiro) em que participam equipes do Sul Fluminense.
O torneio existe desde 1994, tanto na versão masculina quanto na feminina. O maior vencedor Intermunicipal Rio Sul de Vôlei Masculino é a equipe de Volta Redonda, com 11 conquistas.